# کارولین مک‌کورمیک
کارولین مک‌کورمیک (انگلیسی: Carolyn McCormick؛ زادهٔ ۱۹ سپتامبر ۱۹۵۹) بازیگر اهل ایالات متحده آمریکا است.
از فیلم‌ها یا برنامه‌های تلویزیونی که وی در آن نقش داشته‌است، می‌توان به پیشتازان فضا: نسل بعدی، هرچه نتیجه‌دار باشد، معشوق، یک پیچ و تاب ساده و نظم و قانون اشاره کرد.